# Arnold Dodel-Port
Arnold Dodel-Port (* 16. Oktober 1843 in Affeltrangen, Kanton Thurgau als Arnold Dodel; † 11. April 1908 in Zürich) war ein Schweizer Botaniker.

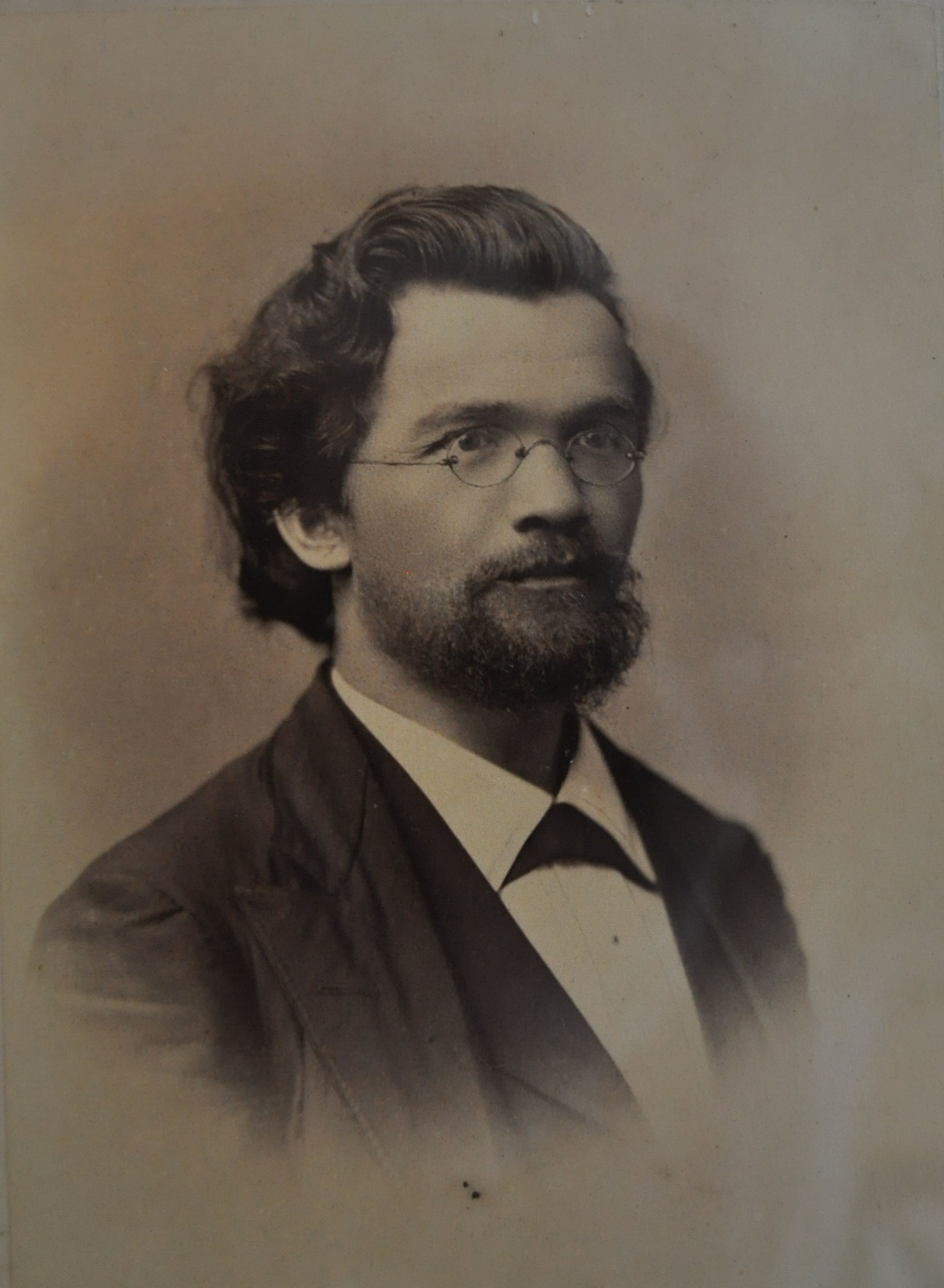
Arnold Dodel-Port (um 1880)

## Leben
Arnold Dodel wurde in Affeltrangen als Sohn des Bauern Jakob Dodel geboren. Nach einer Ausbildung am Lehrerseminar in Kreuzlingen war er von 1863 bis 1864 als Lehrer in Hauptwil (heute eine Ortschaft in der Gemeinde Hauptwil-Gottshaus) tätig. Nach einem Aufenthalt in Genf besuchte er 1865 bis 1867 das Polytechnikum Zürich und studierte von 1867 bis 1869 Naturwissenschaften im Fachbereich Philosophie an der Ludwig-Maximilians-Universität München. Dort war er Schüler des Botanikers Carl Wilhelm von Nägeli. 1869 promovierte er in Freiburg im Breisgau zum Doktor der Philosophie. Danach zog es ihn wieder nach Zürich, wo er als Privatdozent 1870 seine Habilitationsschrift «Der Uebergang des Dicotyledonen-Stengels in die Pfahlwurzel» verfasste.
1875 heiratete er Carolina Port (* 1856), Tochter eines Nordbahnbeamten in Wien, mit der er gemeinsam 1878 einen anatomisch-physiologischen Atlas der Botanik herausgab. Von 1880 bis zu seiner Emeritierung aus gesundheitlichen Gründen im Jahr 1903 war er als Professor für Botanik an der Universität Zürich tätig. Dodel-Port stand viele Jahre in einem sehr freundschaftlichen Verhältnis zum österreichischen Bauernphilosophen Konrad Deubler. Nach dessen Tod 1884 wandte sich Dodel-Port mit einem Aufruf, der in zahlreichen Zeitungen des deutschen Sprachraums veröffentlicht wurde, an die Bekannten und Freunde Deublers, um dessen verstreute Briefe und Erinnerungen zu sammeln. Im Jahre 1886 konnte er Deubler mit dem zweibändigen Werk: Konrad Deubler. Tagebücher, Biographie und Briefwechsel, ein literarisches Denkmal setzen.
1890 wurde die Ehe mit Carolina Dodel-Port geschieden. In zweiter Ehe heiratete er 1891 Luise Henriette Müller (1863–1946) aus Hirschfelde in Sachsen, Tochter von Heinrich Müller (1824–1899), dem Inhaber der Flachsspinnerei Hirschfelde H. C. Müller. Aus dieser Ehe gingen die beiden Töchter Erika Molinari geb. Dodel (1893–1931) und Hanna Dodel (1895–1986) hervor.
Von 1899 bis 1901 war Dodel-Port Präsident des Deutschen Freidenkerbundes. 1906 war er Gründungsmitglied des Deutschen Monistenbundes. Nach Scheidung seiner zweiten Ehe 1906 verstarb er am 11. April 1908. Dodel-Port, der mit Charles Darwin und Ernst Haeckel korrespondierte, nahm in seinen Schriften einen evolutionistisch-monistischen Standpunkt ein und trug zur Popularisierung der modernen Evolutionslehre bei. Briefe und Materialien aus seinem Nachlass befinden sich in der Handschriftenabteilung der Zentralbibliothek Zürich.
Gelegentlich wird behauptet, dass Arnold Dodel-Port auch unter dem Pseudonym Rudolf Bommeli geschrieben habe. Bei Rudolf Bommeli handelt es sich aber um einen Schüler Dodel-Ports.

## Schriften
- Die Neuere Schöpfungsgeschichte nach dem gegenwärtigen Stande der Naturwissenschaften. F.A. Brockhaus, Leipzig 1875. online
- An der unteren Grenze des pflanzlichen Geschlechtslebens, in: Kosmos Zeitschrift, 1. Jahrgang 1877–1878, Verlag Ernst Günther, Leipzig, S. 219–244.
- Arnold Dodel-Port und Carolina Dodel-Port (Hrsg.): Erläuternder Text zum anatomischen-physiologischen Atlas der Botanik für Hoch- und Mittelschulen. Verlag J.F. Schreiber, Esslingen a.N. 1878–1883.
- Illustriertes Pflanzenleben. Gemeinverständliche Originalabhandlungen über die interessantesten und wichtigsten Fragen der Pflanzenkunde nach zuverlässigen Arbeiten der neueren wissenschaftlichen Forschungen. Caesar Schmidt Verlag, Zürich 1883.
- Biologische Fragmente. Beiträge zur Entwicklungsgeschichte der Pflanzen. Theodor Fischer Verlag, Kassel 1885.
- Arnold Dodel-Port (Hrsg.): Konrad Deubler. Tagebücher, Biographie und Briefwechsel des oberösterreichischen Bauernphilosophen. B. Elischer Verlag Leipzig 1886.
- Moses oder Darwin? Eine Schulfrage. C. Schmidt Verlag, Zürich 1889.
- Aus Leben und Wissenschaft; gesammelte Vorträge und Aufsätze Verlag J.H.W. Dietz, Stuttgart 1896 und 1905. (Internationale Bibliothek Band 26a, b, c und band 34)
- „Entweder – Oder? Eine Abrechnung in der Frage Moses oder Darwin“ an der Jahrhundertwende. Verlag J.H.W. Dietz Nachf., Stuttgart 1901.
- Ernst Haeckel als Erzieher. F.E.W. Koehler Verlag, Gera 1906.
- Konrad Deubler, der monistische Philosoph im Bauernkittel. Sein Entwicklungsgang vom einfältigen Glauben zum klaren Erkennen. Lehmann Verlag, Stuttgart 1909.